# Келан Лъц
Келан Кристофър Лъц (на английски: Kellan Christopher Lutz) е американски актьор.

## Биография
Келан Лъц e роден на 15 март 1985 г. и e израснал в Дикинсън, Северна Дакота.
Като дете Келан се интересува от спорт и се занимава активно с футбол. След време добива интерес по киното и започва да гледа филми, като мечтае един ден да е актьор. Семейството на Келън не одобрява неговото решение да стане актьор след завършване на гимназия. Те настояват той да отиде в колеж и да учи за инженер.
Келан Лъц завършва инженерство в Чапмановия университет, но впоследствие решава да се занимава с актьорство.
Първоначално Келън се мести в Лос Анджелис, където работи здраво. След няколко години започва да участва в няколко модни кампании. Той също опитва да влезе в американските специални морски части – "морските тюлени".
Любител е на екстремните спортове – от парашутизъм до парапланеризъм, от мотокрос до сърфинг.

## Филмография
| Филми  | Филми                                | Филми               |
| Година | Филм                                 | Роли                |
| ------ | ------------------------------------ | ------------------- |
| 2004   | Дързост и красота                    | Роб                 |
| 2005   | C.S.I.: Местопрестъплението: Ню Йорк | Алекс Хупър         |
| 2005   | Два метра под земята (сериал)        | Крайтър             |
| 2005   | Вечно лято (сериал)                  | Форди               |
| 2005   | Завръщането (сериал)                 | Крис Макнес         |
| 2006   | Бунтарка                             | Франк               |
| 2006   | C.S.I.: Местопрестъплението: Ню Йорк | Крис Мълинс         |
|        | Герой (сериал)                       | Анди                |
| 2008   | Абитуриентска нощ (филм)             | Рик Леланд          |
| 2008   | Дълбока зима                         | Марк Райдър         |
| 2008   | Поколение убиец (сериал)             | Капрал Джейсън Лили |
| 2008   | Бевърли-Хилс, 90210                  | Джордж Еванс        |
| 2008   | Здрач                                | Емет Кълън          |
| 2009   | Племето                              | Джейк               |
| 2009   | Войн                                 | Конър Съливан       |
| 2009   | Новолуние                            | Емет Кълън          |
| 2010   | Кошмари на Елм Стрийт                | Дийн                |
| 2010   | Мескада                              | Еди Арлингър        |
| 2010   | Затъмнение (филм 2010)               | Емет Кълън          |
| 2011   | Зазоряване 1 част                    | Емет Кълън          |
| 2011   | Войната на боговете (филм, 2011)     | Посейдон            |
| 2011   | Арена (филм, 2011)                   | Дейвид Лорд         |
| 2012   | Зазоряване 2 част                    | Емет Кълън          |
| 2013   | Легендата за Херкулес                | Херкулес            |
| 2014   | Непобедимите 3                       | Джон Смайли         |